# Opéra national de Finlande
L'Opéra national de Finlande (en finnois : Suomen kansallisooppera, en suédois : Finlands nationalopera), situé dans le quartier de Taka-Töölö à Helsinki, au bord de la baie de Töölö est le principal opéra de Finlande,.

## Histoire
Les premières représentations d'opéra ont lieu à compter du milieu du XIXe siècle, avec notamment une représentation du Barbier de Séville en 1849.
La Compagnie nationale d'Opéra est fondée en 1873 et les représentations sont données régulièrement dans le bâtiment du Théâtre national de Finlande, dont l'Opéra de Finlande est alors un département.
À partir de 1918, la plupart des représentations se déroulent dans le Théâtre Aleksander faute de bâtiment adéquat. En 1922, la fondation du Ballet national de Finlande conduit l'opéra à posséder un corps de ballet classique et une école de danse. Au début des années 1990, la construction du premier véritable opéra du pays est décidée. Il est édifié entre la maison Finlandia et le stade olympique. 
Il est inauguré en novembre 1993. Le nouveau bâtiment incorpore des technologies modernes et compte deux auditoriums. La principale salle compte 1 350 places.

## Personnel, productions et fréquentation
L'opéra national compte en tout 735 employés. Aux trente chanteurs professionnels s'ajoute un chœur de soixante chanteurs et l'Orchestre de l'opéra national de Finlande (fi) de 112 musiciens. Le ballet regroupe 90 danseurs.
De quatre à six premières ont lieu chaque année, incluant au moins une première mondiale d'un opéra finlandais. Une vingtaine d'opéras sont planifiés chaque année pour un nombre de présentations de l'ordre de 140. Le ballet effectue 110 représentations environ. L'opéra reçoit 250 000 visiteurs par an.

## Galerie

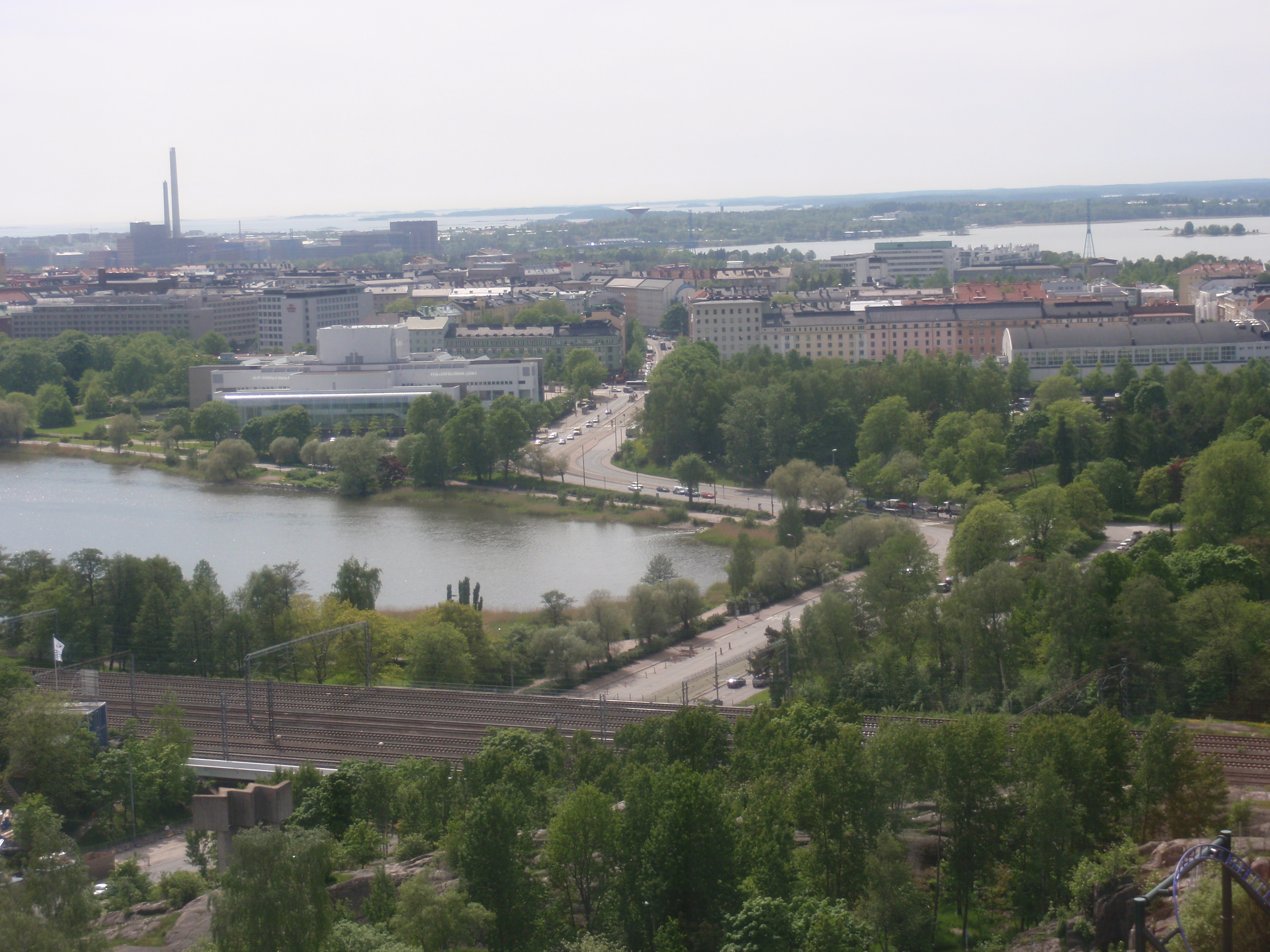
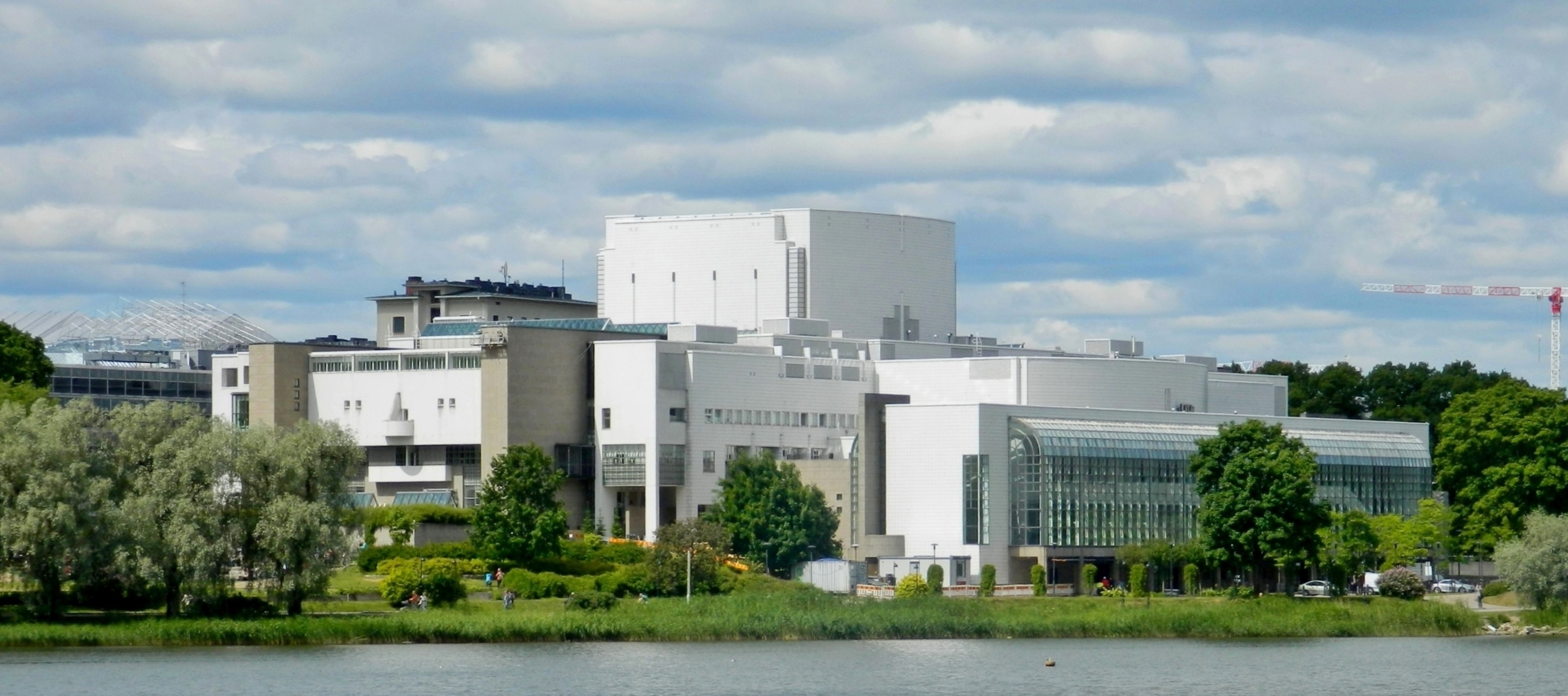
L'Opéra national de Finlande.
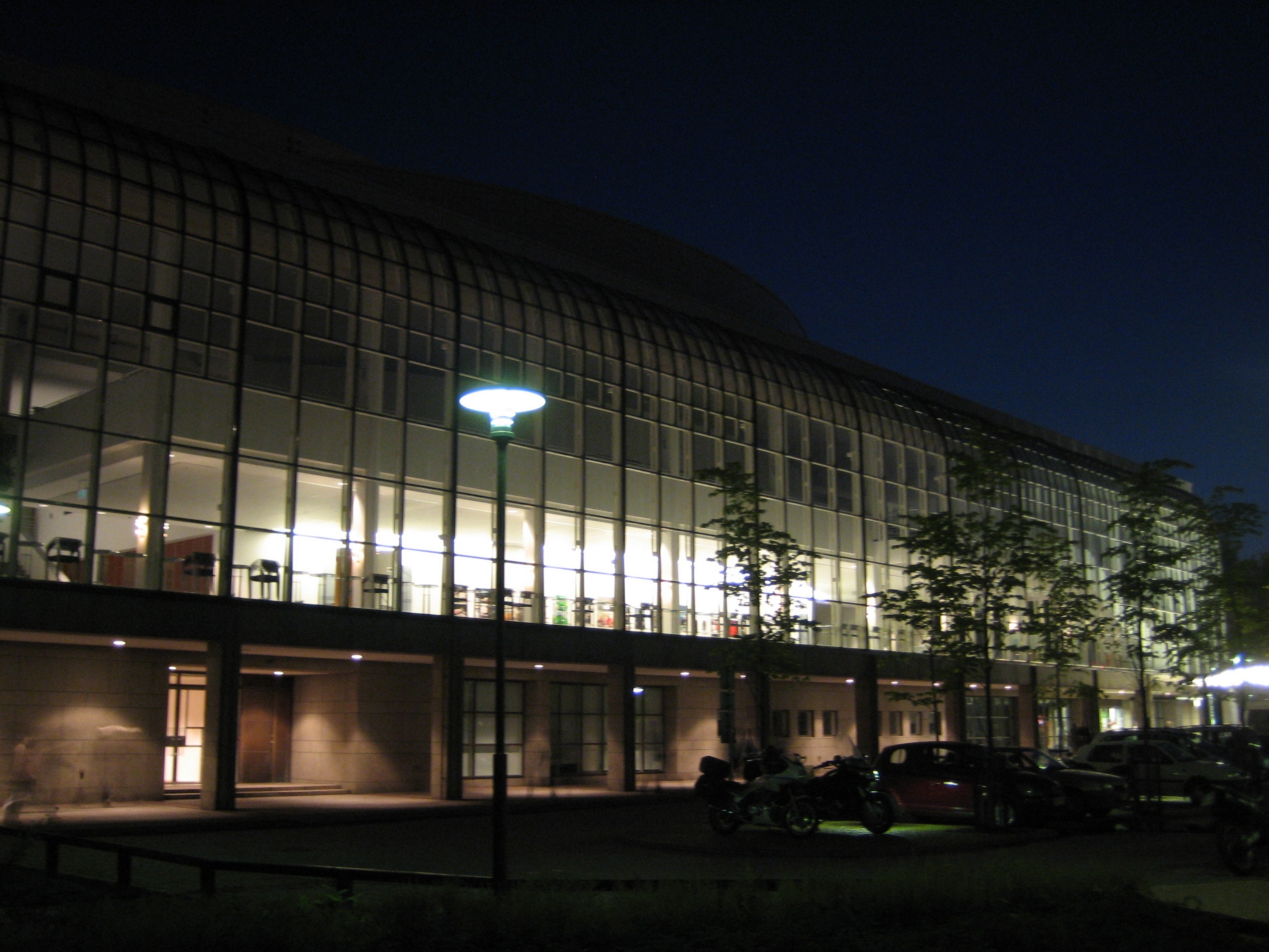
L'Opéra national de Finlande de nuit.